# Садовский, Пётр Викентьевич
Пётр Викентьевич Садовский (бел. Пётра Вікенцьевіч Садоўскі; род. 2 февраля 1941) — белорусский лингвист, политик и дипломат. Кандидат филологических наук. Дата рождения дается по паспортной записи. Настоящая дата рождения 2 февраля 1939 г.

## Биография
В 1953—1959 учился в Минском суворовском училище. Окончил Минский государственный педагогический институт иностранных языков (1959—1964) и Московский заочный институт патентоведения во время работы инженером-патентоведом на Минском мотовелозаводе (1969—1974). Владеет немецким, английским, испанским и французским языками. Преподавал в Лингвистическом университете немецкий язык, работал в Институте языкознания АН БССР в лаборатории экспериментальной фонетики по хоздоговору с институтом дальней связи в Ленингораде («почтовый ящик»).
Был членом Президиума и председателем Комиссии по иностранным делам Верховного Совета и Республики Беларусь 12 созыва. Во время парламентской деятельности входил во фракцию Белорусского народного фронта, при создании которого входил в Оргкомитет БНФ «Адраджэнне» и был первым «казначеем» движения. На его сберкнижку перечислялись добровольные пожертвования граждан, поддерживающих БНФ.
3 июня 1992 г. назначен решением Президиума и утвержден голосованием депутатского корпуса Чрезвычайным и Полномочным Послом Республики Беларусь в Федеративной Республике Германия, был уволен 28 октября 1994 года, после прихода к власти в стране Александра Лукашенко.
С 1996 г. по 2004 г. преподавал в Гуманитарном лицее им. Якуба Коласа немецкий язык и белорусоведение.
После отставки занялся общественной и политической деятельностью в Беларуси. До 2009 года был членом Сойма Партии БНФ. Автор книги воспоминаний «Мой Шибалет» (2008 г.) и многочисленных статей в журналах «Полымя», АРХЭ, «Дзеяслоў» и немецкоязычного журнала «WOSTOK» (Берлин), где был с 1996 по 2006 г. членом редколлегии.
Принимал участие в акциях против «углубленной интеграции» с Россией, которые прошли в Минске в декабре 2019 года, где он на исполнил патриотическую песню на слова Янки Купалы «А в бору, бору три дороженьки» и стихотворение Владимира Некляева «И расступилася зямля», посвящённое памяти Кастуся Калиновского. Купаловскую песню он пел как депутат Верховного Совета 25 августа 1991 года на площади, когда Декларация о государственном суверенитете БССР получила статус Конституционного закона. В конце 2019-начале 2020 над ним состоялись два суда, где судьи Костян и Акавитая присудили ему штрафы по 30 базовых величин. Итого 60, что равнялось тогда приблизительно 900 долларов. Трудовая пенсия Садовского составляла тогда около 600 рублей (примерно 270 долларов).

## Награды
Приказом министра иностранных дел в 2019 г. награжден юбилейной медалью «100 лет дипломатической службы Беларуси». Награжден также медалью «100 лет БНР» Совета Белорусской Народной Республики.